# 出羽国
出羽国（でわのくに）は、かつて存在した令制国の一つ。東山道に属する。現在の山形県と秋田県。上国。

## 沿革

### 成立まで
大和朝廷は7世紀半ばから9世紀初めにかけて、蝦夷の住む土地に郡を設置して支配版図を拡大する政策をとった。そのために蝦夷の地に城柵を設けた。先ずは木ノ芽峠が西端で弥彦山が北端だった越国を拡大して、柵を建てた。大化3年（647年）に渟足柵（ぬたりのき：新潟市）、大化4年（648年）に磐舟柵（いわふねのき：村上市）、斉明天皇4年（658年）に都岐沙羅柵（つきさらのき／ときさらのき：アイヌ語の地名の別称か、所在地不明）であり、これらのうち渟足柵と磐舟柵は現在の下越地方に当たる。
7世紀後半に越国から磐舟・渟足の2郡が分離されて越後国が設置された。その後は北方に勢力を拡大し、和銅元年9月28日（708年11月14日）に出羽郡を設置し、前後して出羽柵（庄内地方）を築造した。

### 出羽国の成立
和銅5年9月23日（712年10月27日）に出羽郡は出羽国に昇格し、同年10月1日に陸奥国から置賜郡と最上郡を譲られて国としての体制が整った。その後、東国・北陸などの諸国から800戸以上の柵戸を移住させた。さらにその後も柵戸や公民を中心とした郡制施行地を拡大していった。
出羽国成立当初のランクは不明であるが、律令制の下で上国とされ、蝦夷と接する重要な位置にあった。隣の陸奥国もまた蝦夷に接していたが、両国を統括する政治的・軍事的中心は主に陸奥側に置かれた。例えば、両国を統括する按察使は陸奥国守が兼任する慣行であった。陸奥国と並び黄金を産した。

### 北方への拡大と俘囚の反乱
以後は、陸奥国と並ぶ辺境の国となり、天平5年（733年）頃には雄勝郡を設置し、また同年12月26日に出羽柵が秋田村高清水岡（秋田市）に移された。その後雄勝郡は一旦放棄されたと見られているが、天平宝字3年（759年）には雄勝城の設置に合わせ、改めて雄勝郡・平鹿郡が置かれた。天平宝字4年（760年）頃、出羽柵は秋田城へと改変された。以後も俘囚の反乱が相次いだため、宝亀11年（780年）に秋田城の放棄が検討されたが、次官国司である出羽介が秋田城介として常置されることとなった。この頃、国府機能が城輪柵（きのわき：山形県酒田市）に移された（#国府）。陸奥国府には鎮守府が置かれ、平安時代後期以降に秋田城介が空位になると、鎮守将軍（後に鎮守府将軍）が両国を軍事的に統括した。

### 平安時代前期
延暦23年（804年）、蝦夷の反乱が激しくなり、秋田城は停廃されて秋田郡となった。ただし機能が完全に停止されることはなく、陸奥側の北部4郡が放棄されたのと異なり、俘囚の主とされる清原氏は在庁官人として力を蓄えたと見られている。8世紀に河辺郡が置かれ、山本郡（後の仙北郡）が平鹿郡から分離するなど、徐々に領域を北へ伸ばした。仁和2年（886年）には最上郡から村山郡が分離し、その後延喜年間までに出羽郡から飽海郡・田川郡が分離したと見られている。最終的に、出羽国が管理したのは11郡58郷であった。なお、平安時代まで出羽は「いでは」と読んでいた。
天長7年（830年）、嘉祥3年（850年）には大地震に見舞われた。830年の天長地震は『日本後紀』に秋田城近くの大きな川の水が無くなったことが、850年の出羽地震は『日本三代実録』に津波が城輪柵の近く6里にまで迫ったことが記されている。

### 陸奥国と出羽国の境界
秋田郡以北の建郡の状況はよく分かっていない。平安時代初期までは、蝦夷を出羽側の「蝦狄」と陸奥側の「蝦夷」に分けて記録されており、後に陸奥国となる紫波郡が出羽国管轄の「志波村」とされているなど、陸奥との境界は不明瞭であった。平安時代末期には奥州藤原氏の支配を通じて、出羽国府の直接管轄地よりも北が陸奥国として整理されたと見られている。この時期に陸奥国比内郡（戦国時代以降は秋田郡北部）、鎌倉時代初期には河北郡（当初は陸奥国か出羽国か不明、後に出羽国檜山郡を経て江戸時代以降は山本郡）が置かれ、これらは中世末期までに出羽国の領域に入ったとする見解がある。

### 奥州藤原氏
清原氏が後三年の役で滅亡した後、これに代わって奥州藤原氏が陸奥・出羽の支配者になったと一般的には言われているが、近年の研究では、この支配は陸奥北半分では一円的な領主的立場であるが、陸奥南部と出羽においては押領使や鎮守府将軍としての軍事指揮権に伴う在地領主の系列化と、荘園の管理権及び鳥羽天皇御願所としての中尊寺を介しての寺領支配の複合的かつ間接的支配に止まったのではないかと指摘されている。

### 鎌倉時代
奥州藤原氏が奥州合戦で滅亡し、残党が出羽で起こした大河兼任の乱も鎮圧されると、頼朝は出羽国に橘氏（小鹿島氏：秋田県男鹿市）、平賀氏（平鹿郡）、小野寺氏（雄勝郡）、武藤氏（大宝寺氏：庄内地方）、大江氏（長井氏：置賜郡、寒河江氏：村山郡寒河江荘）、中条氏（村山郡小田島荘）、二階堂氏（最上郡成生荘）、安達氏（最上郡大曾根荘）等の御家人を地頭として配置した。しかしそれ以降も、由利地方以南はしばらく在地領主層（由利氏等）が在庁官人としての権益を保っていたことが『吾妻鏡』に見える。葛西清重ら葛西氏が下総国葛西郡から陸奥国へ移り平泉の統治を任され、奥州惣奉行職に就任して以後は米代川流域も葛西氏の勢力範囲となった。

### 南北朝時代・室町時代
中世前半を通じて北部では公領制、南部では荘園公領制が貫徹され、基本的には鎌倉幕府の統制の元、国府留守所は維持されていたが、南北朝時代を境に領主間の争いが活発化した。津軽地方から蝦夷地を経て葛西氏に取って代わった檜山安東氏、橘氏に代わり湊安東氏、陸奥から移住した戸沢氏（仙北郡）、小野寺氏（雄勝郡）、大宝寺氏（庄内）、寒河江大江氏（寒河江荘）、陸奥大崎氏の庶流である最上氏（最上郡）、最上氏の更に庶流である天童氏（最上郡・村山郡）、陸奥から進出した伊達氏（置賜郡）などが支配した。

### 戦国時代
出羽国南部では、伊達稙宗が最上義定との戦いに勝利すると妹を嫁がせ優位に和議を結び、義定が継嗣を残さず死去すると妹を介して影響力を強めた。最上の諸将が反発すると最上領に侵攻し、最上氏の傀儡化に成功するなど村山地方全域にまで影響力を広げた。大宝寺氏は庄内地方で勢力を広げ全盛期を築き、安東氏は秋田県北部、小野寺氏は仙北から最上地方への進出を果たした。しかし、伊達氏において天文の乱が発生すると最上氏が介入して独立を果たし、最上氏で天正最上の乱が起こると逆に伊達氏が介入し激しく争った。両氏の間で和議が成立すると、最上氏は村山地方・最上地方・庄内地方に順次勢力を拡大し、在地勢力を駆逐・懐柔していった。最上氏と大宝寺氏が争うと、大宝寺氏は越後の上杉氏を頼ったが、家臣の謀反により庄内地方は最上氏の支配下に入る。その後、大宝寺義勝を奉じた本庄繁長により奪取されることになる（十五里ヶ原の戦い）。この戦いは惣無事令違反であったが、上杉氏が豊臣政権内で有力な立場であったことから、奥州仕置で上杉氏の領地となった。この奥州仕置によって伊達氏は置賜地方を失い、代わりに蒲生氏が入った。蒲生氏郷が早世した後、上杉家臣の直江兼続が置賜地方を支配し、関ヶ原の戦いを迎えた。
一方、出羽北部では安東氏（戦国末期に秋田氏へ改姓）が下国家と湊家を統合して勢力を強めたが、安東愛季が死去すると後継者争いが発生し（第三次湊騒動）、これが惣無事令違反と見做され大幅に領地を減らされた。小野寺氏、戸沢氏は所領を安堵されたが、仙北・由利地方で仙北一揆が発生し小野寺氏は減封された。

### 慶長出羽合戦
会津征伐のため北上した徳川家康は下野小山で石田三成挙兵の報に接し、反転西上を開始する。山形に集結していた東軍に属する東北地方の領主らも、自領へ引き上げてしまう。孤立を恐れた最上氏は上杉氏との和議を模索するが、上杉領庄内への侵攻計画が露呈し、上杉氏は最上領への侵攻を開始する（慶長出羽合戦）。直江兼続率いる上杉軍は最上氏の拠点を多数落とすが、長谷堂城攻略中に関ヶ原での西軍敗北の報に接し退却を開始、最上義光自らによる追撃戦が展開される。上杉氏を置賜地方へ駆逐した最上氏は、村山地方・最上地方の拠点を取り戻し、翌年3月までに奥州仕置以降上杉領となっていた庄内地方の奪還に成功する。この結果、最上氏は出羽国に57万石ともされる領地を得る一方、最上氏の讒訴を受けた秋田氏は転封、西軍に付いた小野寺氏は改易された。
なお、陸奥国の伊達氏が徳川家康と「百万石のお墨付き」とされる約定を交わし、旧領である長井（置賜地方）他7郡の回復を望んだが、南部領内での扇動（和賀合戦）と合戦の直前に伊達氏と上杉氏が和議を結んだことが家康の疑念を生み、約定は果たされなかった。

### 江戸時代
出羽北部では鎌倉時代以降土着した小領主を常陸に転封し、代わりに佐竹氏（久保田藩）が入った。1622年に最上氏が改易された後には酒井氏（庄内藩）・鳥居氏（山形藩）・戸沢氏（新庄藩）・能見松平家（上山藩）・六郷氏（本荘藩）などが入ったが、山形藩は頻繁に藩主家が入れ替わった。山形藩の領地は次第に天領に組み込まれ、尾花沢・長瀞・寒河江・柴橋などに代官陣屋が置かれた。
国内には土崎、酒田という当時において東西回り航路の重要な港湾大都市が存在していたが庄内藩や久保田藩の財政はかなり悪かった。
戊辰戦争時、出羽諸藩は奥羽越列藩同盟に加わり明治政府と対抗したが、久保田藩を中心に北出羽諸藩が離反すると、庄内藩・盛岡藩が攻め込み秋田戦争を引き起こした。久保田城付近まで攻め込むが、米沢藩・上山藩・仙台藩が降伏したことで中心勢力である庄内藩・盛岡藩も撤退し、明治政府に降伏した。

### 明治維新
明治元年12月7日（1869年1月19日）、戊辰戦争に敗れた奥羽越列藩同盟の諸藩に対する処分が行われた。同日、出羽国は、現在の山形県にほぼ相当する羽前国と、秋田県にほぼ相当する羽後国に2分割された（山形県北西部の飽海郡は羽後国であることと、秋田県北東部の鹿角郡は陸中国であることが県域と異なる）。この時、陸奥国も5分割された。

## 国内の施設

### 国府
国府は、『和名抄』（承平年間（931年 - 938年）編纂）では平鹿郡、『拾芥抄』（鎌倉時代から南北朝時代）では「平鹿郡、出羽郡、両方に府」と記載がある。
出羽国が成立当初の国府は出羽柵（庄内地方にあったとされる）に置かれたと考えられているが、所在は不明である。 出羽柵は、天平5年（733年）に秋田高清水岡（現在の秋田城跡）に移った。その際に国府機能も秋田に移転したかどうかについては諸説あるが、発掘調査によれば8世紀後半に秋田へ国府が移されていたと推測される。その後秋田城周辺の蝦夷の反乱等により国府は再移転を余儀なくされ、その移転先についても河辺郡説（『日本後紀』の河辺府を国府と見る説）、平鹿郡説（『和名抄』に「出羽国、国府在平鹿郡」とある等による説）、出羽郡（後に飽海郡）説（考古発掘の結果等による説）等の争いがあるが、最終的に庄内平野の城輪柵跡に移ったことにはほぼ異論はない。さらに『日本三代実録』仁和3年5月20日（887年6月15日）の条にも、国府は「出羽郡井口地」と表記されており、この井口国府とは酒田市東北部にある国の史跡城輪柵である、とする見解が有力である。
蝦夷との境界付近には天平宝字3年（759年）に雄勝城も設置され、以後庄内平野の国府、秋田平野の秋田城、仙北平鹿平野の雄勝城の一府二城体制が続いた。
雄勝城の所在地は諸説ある。秋田城については発掘調査によると10世紀中頃までの遺跡しか確認されていないが、文献上からは秋田城は12世紀頃まで留守所があったことが分かっている。また、国府留守所も14世紀頃までは存在しているようであるが、雄勝城はいつの頃からか停廃したとみられる。

### 寺院

#### 国分寺
- 護国山柏山寺 - 山形市薬師町。天台宗で本尊は薬師如来。

国分尼寺は現存しない。平安時代の国分寺は城輪柵の外郭東辺から1.2キロ真東にある堂の前遺跡を、国分尼寺は堂の前遺跡よりも4キロ南にある高阿弥陀遺跡を比定する説が有力である。

#### 定額寺
- 法隆寺：斉衡3年3月9日壬子（856年4月9日）。
- 観音寺：貞観7年5月8日戊子（865年6月5日）。
- 瑜伽寺：貞観8年9月8日庚戌（866年6月23日）。
- 長安寺：貞観9年10月13日戊寅（867年11月12日）。
- 霊山寺：指定年不詳12月29日甲午。出羽国最上郡。
- 安隆寺：貞観12年12月8日乙酉（870年1月13日）。出羽国山本郡。

### 神社
延喜式内社
『延喜式神名帳』には、以下に示す大社2座2社・小社7座7社の計9座9社が記載されている。大社2社は、いずれも名神大社である。出羽国の式内社一覧を参照。
- 飽海郡 大物忌神社 （現 鳥海山大物忌神社、山形県飽海郡遊佐町） - 名神大社。
- 飽海郡 小物忌神社 （山形県酒田市山楯）
- 飽海郡 月山神社 （山形県東田川郡庄内町立谷沢） - 名神大社。出羽三山の一。
- 田川郡 遠賀神社 - 山形県鶴岡市井岡、同市遠賀原、同市外内島に論社3社。
- 田川郡 由豆佐売神社 （山形県鶴岡市湯田川）
- 田川郡 伊弖波神社 （現 出羽神社、山形県鶴岡市羽黒町手向） - 出羽三山の一。
- 平鹿郡 塩湯彦神社 （秋田県横手市山内大満川）
- 平鹿郡 波宇志別神社 （現 保呂羽山波宇志別神社、秋田県横手市大森町八沢木）
- 山本郡 副川神社 - 副川神社（秋田県南秋田郡八郎潟町浦大町）または嶽六所神社（秋田県大仙市神宮寺）、八幡神社（秋田県大仙市神宮寺。嶽六所神社境外社）、添川神明社（秋田県秋田市添川）に比定。

総社・一宮以下
- 総社
  - 総社神社 （秋田市川尻総社町）
  - 古四王神社 （秋田市寺内児桜）
  - 六所神社 （山形県鶴岡市藤島[注釈 6]六所畑（旧東田川郡藤島町藤島[注釈 6]六所畑））
- 一宮 鳥海山大物忌神社 - 鳥海山山頂に本殿が、山麓の吹浦と蕨岡の2か所に口宮（里宮）がある。長年2つの口宮が一宮の称を争っていたため、江戸時代、幕府の裁定により山頂の祠が一宮と定められた。
- 二宮 城輪神社 - 国史見在社。大物忌神社の摂社。
- 三宮 小物忌神社

### 安国寺利生塔
- 太平山安国寺 - 山形県東村山郡山辺町大寺。曹洞宗で、本尊は釈迦如来。

安国寺は足利尊氏が全国に建立した寺院である。利生塔は現存しない。

### 街道
- 羽州街道 - 奥州街道から桑折宿（福島県桑折町）で分岐し出羽国を縦断し、油川宿（青森県青森市）で奥州街道に合流する街道。
- 羽州浜街道 - 鼠ヶ関（山形県鶴岡市）から久保田（秋田県秋田市）へ到る街道。
- 米沢街道 - 米沢（山形県）と他地域を結ぶ複数の街道、会津若松（福島県）へ至る道、新発田（新潟県）へ至る道（小国街道）、または福島（福島県）と上山（山形県）を米沢経由で結ぶ道（板谷街道）。
- 出羽仙台街道 - 吉岡（宮城県大和町）から舟形（山形県舟形町）へ到る街道。
- 秋田街道 - 盛岡（岩手県）から生保内（秋田県仙北市）へ到る街道。

## 地域

### 郡
- 田川郡
- 村山郡
- 最上郡
- 置賜郡
- 櫛引郡
- 山本郡
- 秋田郡
- 河辺郡
- 由利郡
- 仙北郡
- 平鹿郡
- 雄勝郡
- 飽海郡
- 出羽郡

### 江戸時代の藩
●は分国前に廃止。
後の羽後国
- 久保田藩（秋田藩）
- 岩崎藩（久保田藩支藩）
- 亀田藩
- 本荘藩
- 出羽松山藩（庄内藩支藩、松嶺藩）
- 矢島藩
- 久保田新田藩（久保田藩支藩）●
- 仁賀保藩●

後の羽前国
- 庄内藩（鶴岡藩、大泉藩）
- 山形藩
- 上山藩
- 天童藩
- 新庄藩
- 長瀞藩
- 米沢藩
- 米沢新田藩（米沢藩支藩）
- 大山藩（庄内藩支藩）●
- 左沢藩●
- 出羽丸岡藩●
- 村山藩●
- 高畠藩●

### 人口
- 享保6年（1721年） - 87万7650人
- 寛延3年（1750年） - 84万6255人
- 宝暦6年（1756年） - 83万8446人
- 天明6年（1786年） - 80万4922人
- 寛政4年（1792年） - 81万6770人
- 寛政10年（1798年） - 85万2959人
- 文化元年（1804年） - 87万0149人
- 文政5年（1822年） - 90万9212人
- 文政11年（1828年） - 94万5919人
- 天保5年（1834年） - 94万0929人
- 天保11年（1840年） - 83万2649人
- 弘化3年（1846年） - 91万2452人
- 明治5年（1872年） - 119万1020人（羽前国と羽後国の合計）

内閣統計局・編、速水融・復刻版監修解題、『国勢調査以前日本人口統計集成』巻1（1992年）及び別巻1（1993年）、東洋書林。

## 人物

### 国司

#### 出羽守
- 多治比家主 - 養老7年（723年）多治比池守の子。
- 田辺難波（田辺難破） - 天平9年（737年）
- 藤原田麻呂 - 天平宝字7年（763年）陸奥出羽按察使。
- 文室綿麻呂 - 延暦20年（801年）正月（出羽権守）
- 大伴今人 - 弘仁2年（811年）3月に出羽守として武功。
- 藤原興世 - 元慶2年（878年）元慶の乱で逃亡。
- 藤原保則 - 元慶2年（878年）出羽権守。
- 藤原義理 - 長保2年（1000年）出羽守として馬を献上
- 平季信 - 長保3年（1001年）任官。出羽弁の父。
- 藤原済家 寛弘6年（1009年）任官。
- 源親平 - 寛弘9年（1012年）任官。
- 大中臣宣茂 - 長和6年1017年任官
- 大江時棟 - 寛仁4年（1020年）任官。
- 多米国隆 - 万寿4年（1027年）任官
- 藤原為通 - 長元5年（1032年）任官。
- 源兼長 - 永承5年（1050年）任官。
- 源忠国
- 源斉頼 - 天喜5年（1057年）任官。
- 源義家 - 康平6年（1063年）任官。
- 中原師元 - 大外記兼明経博士。
- 平正衡 - 承徳3年（1099年）任官。平清盛曽祖父。
- 源光国 - 天仁2年（1109年）任官?。天永元年（1110年）出羽国寒河江荘に濫入した（『殿暦』）。
- 平信兼 - 久寿3年（1156年）任官。
- 高階泰経 - 保元3年（1158年）任官。後白河院側近。
- 秩父重綱 - 久安4年（1184年）出羽権守を務めていた。
- 藤原秀能 - 建保4年（1216年）任官。
- 中条家長 - 貞応2年（1223年）任官。評定衆。
- 二階堂行義 - 嘉禎3年（1237年）任官。評定衆。
- 二階堂貞藤 - 政所執事。法名道蘊(どううん)。
- 寒河江元時
- 大宝寺淳氏 - 寛正3年（1462年）任官。

#### 出羽介
- 藤原元頼

#### 出羽掾
- 清原令望（権掾） - 元慶2年（878年）任官。
- 鈴木重実（大掾） - 長徳2年（996年）任官[12][13]。

#### 武家官位としての出羽守
| - 谷衛友 - 最上義光 - 簗田政綱 - 植村家政 - 坂崎直盛 - 松平直政 - 加藤泰興 - 堀田正盛 - 水野忠職 - 大久保忠朝 - 米津田盛 - 内田正衆 - 土岐頼雄 | - 森川重信 - 松平綱隆 - 荒川定昭 - 相馬貞胤 - 三宅康雄 - 松平綱近 - 水谷勝美 - 柳沢吉保 - 水野忠周 - 松平吉透 - 真田信弘 - 大須賀忠政 | - 松平宣維 - 松平清武 - 森川俊胤 - 石河正章 - 水野忠穀 - 松平宗衍 - 前田房長 - 三宅康之 - 米津通政 - 松平治郷 - 水野忠友 | - 谷衛量 - 林忠英 - 大久保忠真 - 青木一貞 - 水野忠成 - 松平斉恒 - 津軽信順 - 松平斉斎 - 植村家教 - 水野忠義 - 水野忠武 | - 水野忠良 - 森川俊民 - 松平定安 - 石河光美 - 森川俊位 - 水野忠寛 - 森川俊徳 - 水野忠誠 - 堀田正養 - 最上義連 - 水野忠敬 |

### 守護
出羽は守護不設置の国だったため、南北朝時代以降鎮守府将軍（南朝）・奥州総大将（北朝）・奥州羽州管領・鎌倉公方（篠川御所、稲村御所）などが軍事権を行使した。南北朝時代初期に南朝側が在地領主に多くの権限を与えたため、京都扶持衆などを生む原因となった。